# Vettabbia
La Vettabbia, o Naviglio Vettabbia, è un canale agricolo navigabile che nasce nel sottosuolo di Milano all'incrocio tra via Santa Croce e via Vettabbia dall'unione del canale Molino delle Armi, del canale della Vetra (che dà il nome alla moderna piazza) e del Fugone del Magistrato. Sfocia poi nel Lambro a San Giuliano Milanese poco dopo aver raccolto le acque del Cavo Redefossi. Lungo le sue sponde si trovano il Parco della Vettabbia e il Mulino Vettabbia.

## Etimologia
L'origine del nome della Vettabbia si rifà probabilmente al termine latino Vectabilis (capace di trasportare) in quanto navigabile fin dall'epoca dell'antica Roma.

## Storia

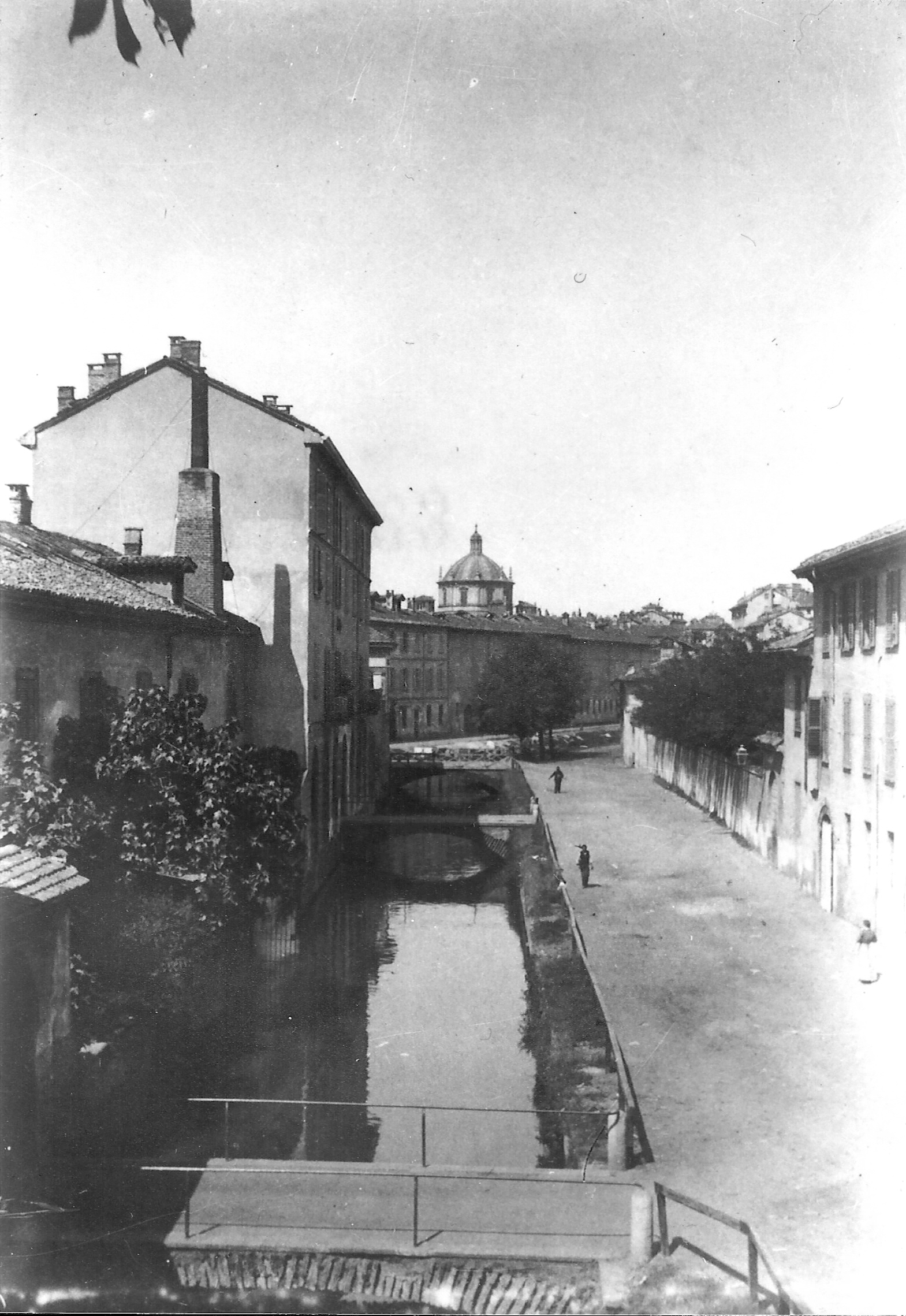
La Vettabbia fotografata nel 1880 in via Calatafimi a Milano, poco dopo le sue sorgenti. All'epoca era originata anche dalla Cerchia dei Navigli, di cui rappresentava uno dei canali scolmatori

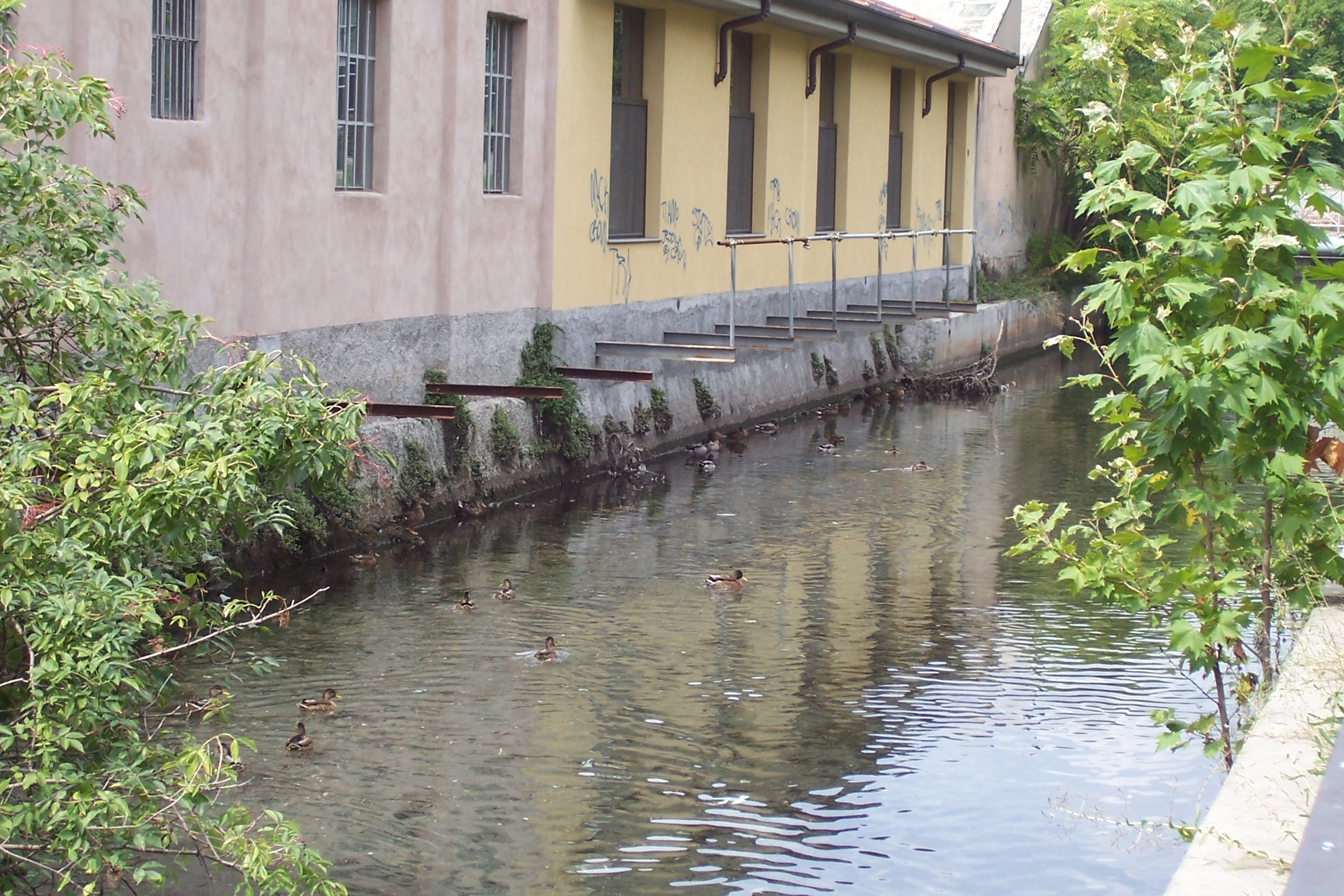
Germani reali sulla Vettabbia a Milano

La Vettabbia ricalca il tratto terminale dell'antico alveo naturale del Nirone prima della deviazione di quest'ultimo nel Merlata, che avviene a nord di Milano, a Baranzate. Il tratto del Nirone a valle della deviazione però non si prosciugò, ma rimase attivo come una roggia, alimentata dai numerosi fontanili e dal reticolo irriguo della zona, prendendo il nome di "roggia civica". Furono poi gli antichi Romani a canalizzare e rendere navigabile il tratto terminale dell'antico alveo naturale del Nirone a formare la Vettabbia. La Vettabbia venne creata con funzioni di trasporto di parte delle acque del Seveso deviato nel fossato delle mura romane di Milano, e delle acque del fontanile Mollia e di altri corsi d'acqua minori. 
Una delle ipotesi avanzate sulle ragioni della deviazione dell'Olona a Milano ci dice sia stata anche quella di aumentare la portata della Vettabbia. Il motivo principale della deviazione dell'Olona fu quello di portare acqua in città, con lo sbocco che venne individuato nel fossato delle mura romane di Milano, di cui la Vettabbia costituiva uno degli emissari. A quei tempi i due rami del fossato delle mura si riunivano nel canale della Vetra, nel luogo dove oggi esiste la piazza omonima, nei pressi della Basilica di San Lorenzo, che poi sfocia nella Vettabbia. 
La Vettabbia trasporta anche le acque della Darsena, che riceve dal suo scolmatore Cavo Ticinello, e una porzione delle acque del depuratore di Nosedo.

## Il percorso

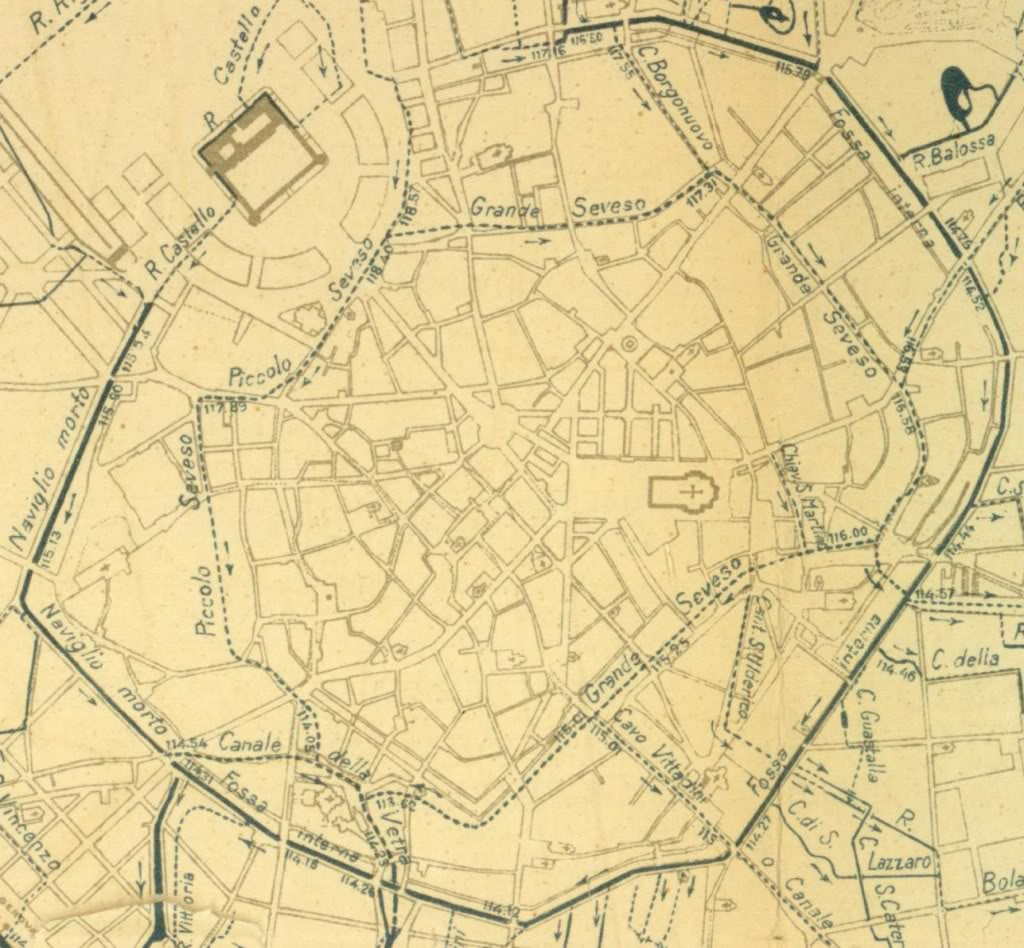
Mappa di Milano del XIX secolo che raffigura l'idrografia di Milano con segnati i corsi d'acqua, sia naturali che artificiali, che attraversavano la città. Si possono notare anche i tracciati dei canali Vetra, Grande Seveso, Piccolo Seveso e Vettabbia

Copertura della Vettabbia in via Calatafimi (1929)

La Vettabbia nasce nel sottosuolo di Milano nell'omonima via dall'unione del canale Molino delle Armi (che scorre sotto la moderna via Santa Croce), del Fugone del Magistrato (che scorre sotto la moderna via Vettabbia) e del canale della Vetra (che corre interrata sotto l'isolato formato dalle due vie citate tra i due canali menzionati). Fino agli anni venti del XX secolo una delle sue sorgenti era anche la Cerchia dei Navigli, che fu poi interrata tra il 1929 e il 1930, di cui rappresentava un canale scolmatore: la Cerchia dei Navigli scaricava infatti nella Vettabbia solo la sua portata in eccesso. 
Il canale della Vetra, a sua volta, nasce dall'unione del Grande Sevese e del Piccolo Sevese, che confluiscono in piazza Vetra, nei pressi della basilica di San Lorenzo. Il Grande Sevese e il Piccolo Sevese sono due canali che scorrono nel sottosuolo coperti dal manto stradale che corrispondono all'antico fossato delle mura romane di Milano. In particolare, il Grande Sevese costituiva il lato orientale del fossato, mentre il Piccolo Sevese ne formava il ramo occidentale. 

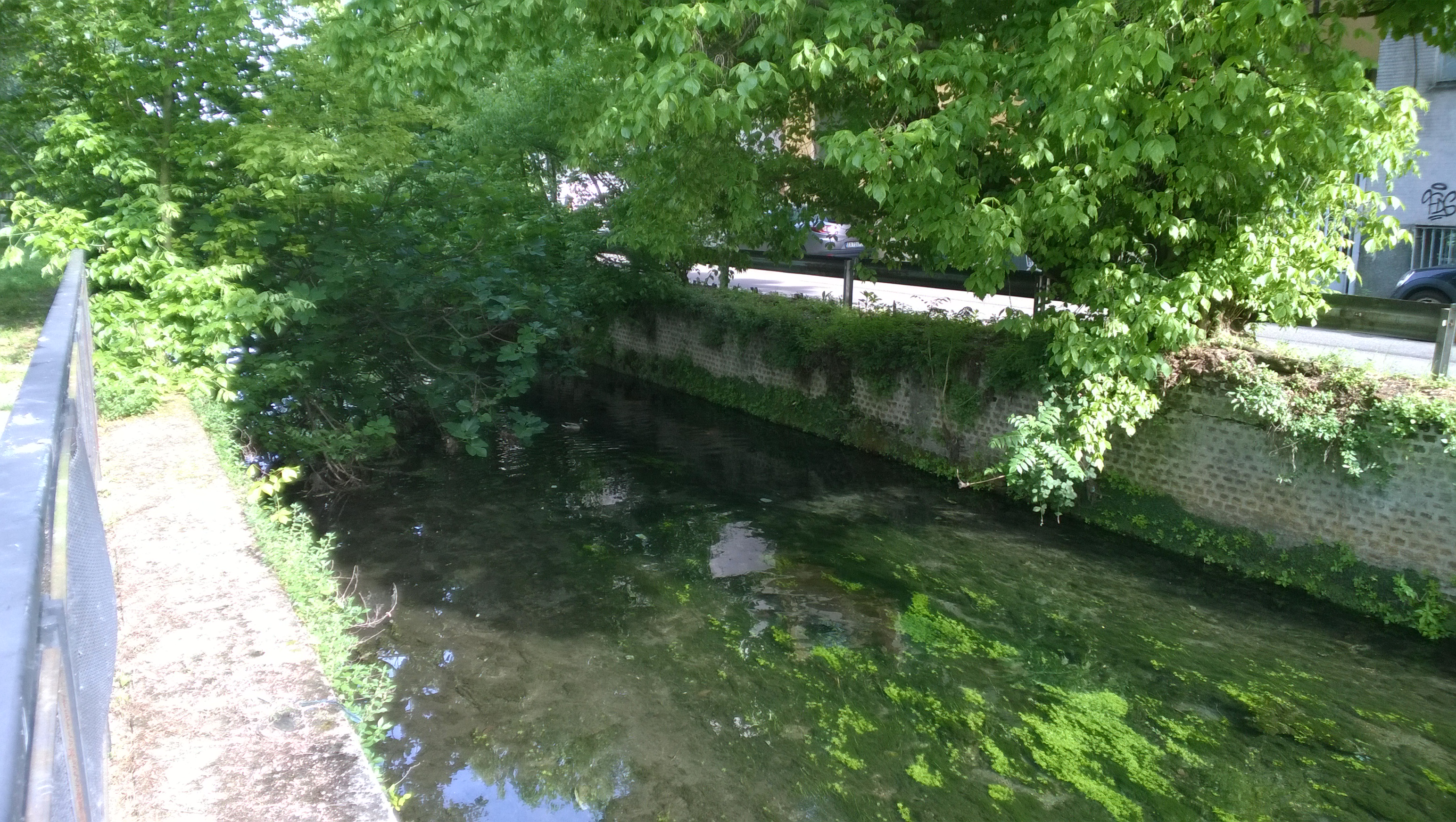
La Vettabbia nel quartiere milanese di Morivione

Il loro nome deriva dalla provenienza della loro acqua, che in origine derivava dal Seveso, deviato a Milano dagli antichi Romani verso Milano per soddisfare il bisogno di acqua della città. Il Grande Sevese e il Piccolo Sevese, che sono i canali più antichi di Milano, sono ora alimentati dalle acque dal Naviglio della Martesana, che giungono a destinazione grazie a un piccolo canale sotterraneo che scorre sotto via San Marco e via Borgonuovo. 
Dopo aver avuto origine nel sottosuolo dell'incrocio tra via Vettabbia e via Santa Croce, la Vettabbia percorre interrata via Calatafimi, via Col Moschin, via Castelbarco, via Bazzi (dove diventa a cielo aperto), i quartieri Morivione (dove si trova, lungo le sue sponde, tra via Rutilia e via Serio, l'omonimo mulino) e Vigentino per poi uscire da Milano passando da Vaiano Valle, una frazione agricola di Milano, sfiorare Nosedo, giungere a Chiaravalle Milanese e sfociare infine nel Lambro a San Giuliano Milanese poco dopo aver raccolto le acque del Cavo Redefossi. Il percorso nell'abitato cittadino è ricco di anse, ma passata via dell'Assunta il canale si inoltra nella campagna rettilineo.

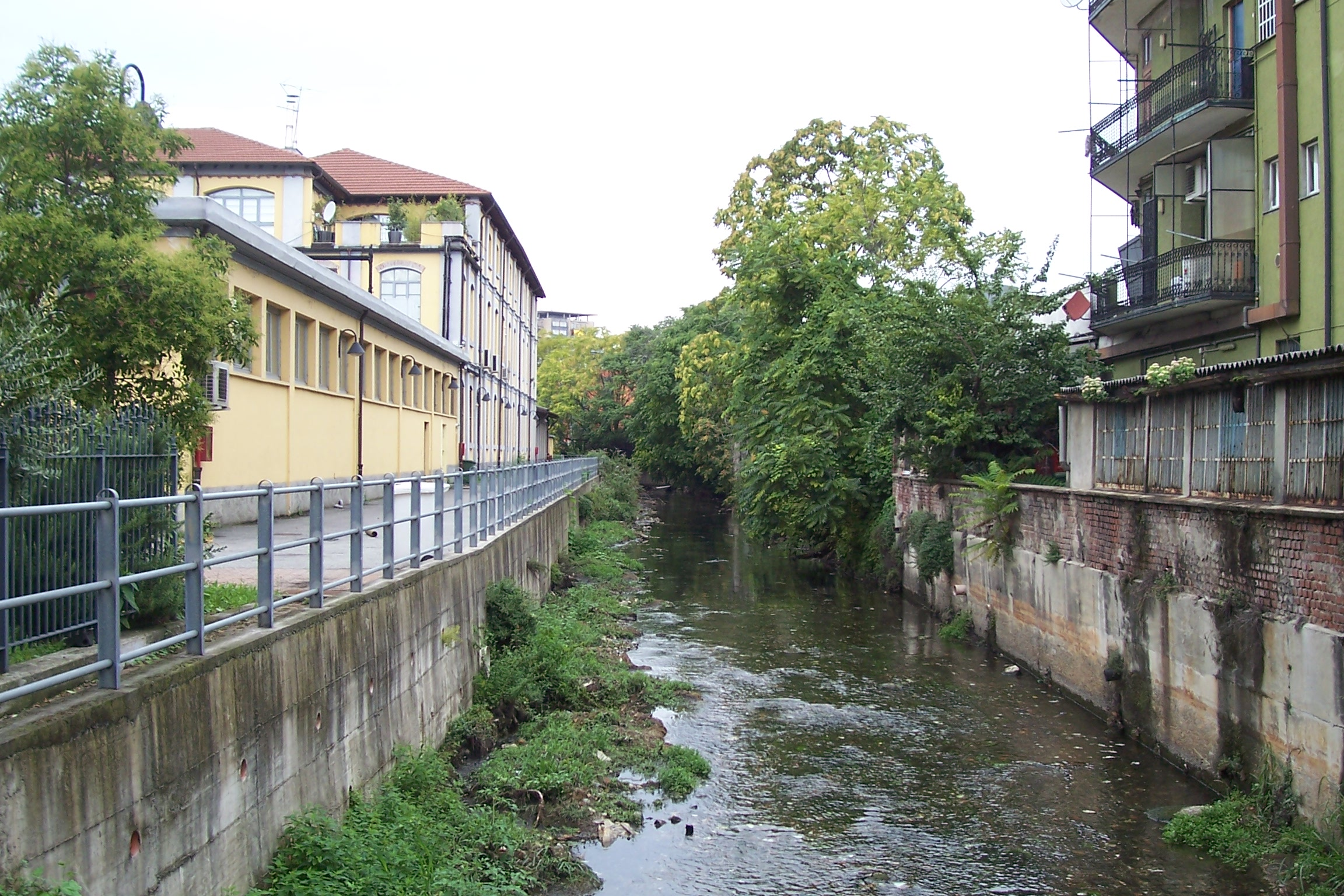
La Vettabbia presso via Ripamonti a Milano

Superato il problema delle esondazioni, il Naviglio Vettabbia divenne il tranquillo canale irriguo che è ancora oggi, anche se prima di iniziare a scorrere nelle campagne, attraversa a cielo aperto la città per un lungo tratto, diventando il così il naviglio più lungo di Milano dopo il Naviglio Grande e il Naviglio Pavese. Appare con acque limpide in via Carlo Bazzi a Morivione, nel parco ex OM, tra prati ben curati, percorsi pedonali e ciclabili, edifici moderni e piccole antiche case restaurate. Morivione era un antico borgo dove si festeggiava San Giorgio patrono dei lattai e delle latterie; alla fine dell'Ottocento vi avevano sede la più grande riseria del Milanese e una grande antichissima fornace, che si approvvigionava d'argilla nei dintorni: un secolo dopo venne impiantata una grande fabbrica di veicoli industriali. 
Uscendo dall'ambito comunale milanese, il Naviglio Vettabbia attraversa il territorio e il centro abitato di San Donato Milanese e di San Giuliano Milanese sul quale incontra l'Abbazia di Viboldone. La Vettabbia sfocia poi nel Lambro a San Giuliano Milanese all'interno dell'Oasi del Bosco di Montorfano.
Negli ultimi decenni del XX secolo, il Naviglio Vettabbia offriva prati, marcite e risaie che vennero espiantati per diffondere il mais praticamente in forma di monocultura; ora, stanno tornando, in diversi casi, le coltivazioni tradizionali e quelle biologiche. Dopo i buoni risultati ottenuti, è stata fatta la proposta, dalla Regione Lombardia, di un percorso, chiamato "La via del verde", che partendo dal Parco delle Basiliche a Milano possa raggiungere Melegnano attraversando l'intera valle, coinvolgendo anche le vicine aree del Canale Ticinello e del fiume Lambro Meridionale.